# Edward Mapplethorpe
Edward Mapplethorpe (* 1960, New York, New York, USA) je americký fotograf, mladší bratr fotografa Roberta Mapplethorpa. V osmdesátých letech pracoval jako asistent ve studiu svého bratra. Svou vlastní kariéru zahájil v roce 1990 pod pseudonymem Edward Maxey. Po dobu dvaceti let se věnoval fotografování dětí v den jejich prvních narozenin. Roku 2016 vydal tyto fotografie ve své knize One: Sons & Daughters. Zpěvačka a básnířka Patti Smith pro knihu napsala báseň jako předmluvu ke knize. Od roku 2012 je jeho manželkou Michelle Yun.